# Grefi
Grefi war ein rumänisches Längenmaß.
- 1 Grefi = 3,98 Zentimeter (auch größer 4 Zentimeter)
- 2 Grefi = 1 Rup = 7,96 Zentimeter (Moldau)
- 2 Grefi = 1 Rup = 8,3 Zentimeter (Walachei)
- 16 Grefi = 1 Cot = 0,637 Meter